# Soldatenau
Die Soldatenau, auch Stadtau, ist eine österreichische Donauinsel drei Kilometer flussabwärts der Altstadt von Passau. Sie ist nicht zu verwechseln mit der ehemaligen Insel gleichen Namens in Linz, die auch Straßerau oder Straßerinsel genannt wurde.

## Verwaltung
Die Soldatenau gehört zur Katastralgemeinde Hinding, Ortsteil Achleiten der Gemeinde Freinberg im oberösterreichischen Bezirk Schärding. Sie bildet die nördlichste Landmasse des Bezirks Schärding.
Grundeigentümerin der Insel ist seit rund 100 Jahren die Stadt Passau.

## Geographie
Die Insel ist 1180 Meter lang in Fließrichtung der Donau und hat eine maximale Breite von gut 340 Metern sowie eine Fläche von 30,8 Hektar. Sie liegt 40 Meter vom rechten (österreichischen) Donauufer entfernt, aber 170 Meter vom linken Donauufer, das hier zur Stadt Passau (Gemarkung Grubweg) und Gemeinde Thyrnau (Gemarkung Kellberg) gehört. Die unbewohnte, sehr flache Flussinsel erstreckt sich etwa von Flusskilometer 2222,5 bis 2221. In der Reihe der Donauinseln liegt sie zwischen dem Kräutelstein, der 500 Meter flussaufwärts liegt, und dem Jochenstein, der 18 km flussabwärts liegt.
Im Südwesten ist die Insel durch einen 160 Meter langen und acht Meter breiten betonierten Damm, genannt Der Sporn, mit dem rechtsseitigen Donauufer verbunden.
Die Insel weist teilweise noch alten Baumbestand aus Pappeln und Weiden auf. Der Auwald jedoch entstand nach Errichtung des Kraftwerks Jochenstein teilweise neu, da sie seit 1955 noch im Einflussbereich des Stausees Jochenstein liegt.

## Geschichte
Bereits seit dem Jahr 1550 spielt die Stadt-Au eine bedeutende Rolle bei der Wasserversorgung von Passau. Der Namensteil Stadt in der Namensvariante Stadt-Au bezieht sich auf die Stadt Passau. Bis dahin hatte Passau sein Trinkwasser aus Zisternen bezogen. Der Name Soldatenau stammt von einem Soldatenheer, das hier im Jahr 1610 für ein Jahr von Fürstbischof Leopold stationiert war.
Nach alten Karten zu urteilen gehörte die Insel früher zu Bayern, nämlich zur damaligen Gemeinde Kellberg. Die Staatsgrenze zu Österreich verlief damals am rechten Donauufer.
Die heutige Grenze wurde durch den bayerisch-österreichischen Grenz-Vertrag vom 2. Dezember 1851 festgelegt, der den Grenzverlauf in der Donau zwischen Kräutelstein und Dandlbach auf den »Haupt-Talweg« festlegt. Im selben Vertrag wurde auch eine Grenzbegradigung im Bereich des Kräuter(graben)bachs vereinbart.
Noch heute (2018) bezieht Passau sein gesamtes Trinkwasser vom Wasserwerk Achleiten auf der Soldatenau. Das Betreten der Insel ist deshalb für Unbefugte verboten. Beim Donauhochwasser 2013 wurde die Insel fast komplett überspült, und die Trinkwasserversorgung von Passau fiel mehrere Tage aus.